# بيل وركمان
بيل وركمان هو صحفي وسياسي أمريكي، ولد في 3 يوليو 1940 في تشارلستون في الولايات المتحدة، وتوفي في 12 مايو 2019 في والتربورو في الولايات المتحدة. نشط حزبياً في الحزب الجمهوري.